# Lista stațiunilor din Germania

## A
- Aachen, Nordrhein-Westfalen –  Stațiune balneo-climaterică
- Aalen, orașbezirk Wasseralfingen (Röthardt), Ostalbkreis, Baden-Württemberg –  Stațiune balneo-climaterică, aerosoli
- Ahlbeck, comuna Heringsdorf, Landkreis Ostvorpommern, Mecklenburg-Vorpommern – Stațiune la Marea Baltică
- Ahrenshoop, Landkreis Nordvorpommern, Mecklenburg-Vorpommern – Stațiune la Marea Baltică
- Altenau, Landkreis Goslar, Niedersachsen –  Stațiune balneo-climaterică
- Altenberg, Landkreis Sächsische Schweiz-Osterzgebirge, Sachsen – loc de agreementt
- Aulendorf, Landkreis Ravensburg, Baden-Württemberg – loc de agreementt

## B
- Baabe, Landkreis Rügen, Mecklenburg-Vorpommern – Stațiune la Marea Baltică
- Bad Abbach, Landkreis Kelheim, Bayern – Ape minerale, tratament cu nămol
- Bad Aibling, Landkreis Rosenheim, Bayern – tratament cu nămol
- Bad Alexandersbad, Landkreis Wunsiedel im Fichtelgebirge, Bayern – Ape minerale, tratament cu nămol
- Bad Arolsen, Landkreis Waldeck-Frankenberg, Hessen –  Stațiune balneo-climaterică
- Bad Bayersoien, Landkreis Garmisch-Partenkirchen, Bayern – tratament cu nămol
- Bad Bederkesa, Landkreis Cuxhaven, Niedersachsen – Ort mit Stațiune cu tratament de nămol
- Bad Bellingen, Landkreis Lörrach, Baden-Württemberg –  Stațiune balneo-climaterică
- Bad Belzig, Landkreis Potsdam-Mittelmark, Brandenburg –  Stațiune balneo-climaterică
- Bad Bentheim, Landkreis Grafschaft Bentheim, Niedersachsen – tratament cu nămol, Ape minerale
- Bad Bergzabern, Landkreis Südliche Weinstraße, Rheinland-Pfalz – Ape termale,  Stațiune balneo-climaterică
- Bad Berka, Landkreis Weimarer Land, Thüringen – Ape termale
- Bad Berleburg, Kreis Siegen-Wittgenstein, Nordrhein-Westfalen – Ape termale
- Bad Berneck im Fichtelgebirge, Landkreis Bayreuth, Bayern – Ape termale
- Bad Bertrich, Landkreis Cochem-Zell, Rheinland-Pfalz – Thermal-Ape minerale
- Bad Bevensen, Landkreis Uelzen, Niedersachsen – Jod-aeroaerosoli i - Stațiune balneo-climaterică
- Bad Birnbach, Landkreis Rottal-Inn, Bayern –  Stațiune balneo-climaterică
- Bad Blankenburg, Landkreis Saalfeld-Rudoloraș, Thüringen –  Stațiune balneo-climaterică
- Bad Bocklet, Landkreis Bad Kissingen, Bayern – Ape minerale, tratament cu nămol
- Bad Bodendorf, oraș Sinzig, Landkreis Ahrweiler, Rheinland-Pfalz – Ape minerale
- Bad Bodenteich, Landkreis Uelzen, Niedersachsen – loc de agreementt
- Bad Boll, comuna Bad Boll, Landkreis Göppingen, Baden-Württemberg – Stațiune cu ape minerale
- Bad Brambach, Vogtlandkreis, Sachsen – Ape minerale
- Bad Bramstedt, Kreis Segeberg, Schleswig-Holstein – aeroaerosoli i bad, Moorbad
- Bad Breisig, Landkreis Ahrweiler, Rheinland-Pfalz – Ape minerale
- Bad Brückenau, Landkreis Bad Kissingen, Bayern – Ape minerale, tratament cu nămol
- Bad Buchau, Landkreis Biberach, Baden-Württemberg – tratament cu nămol, Ape minerale
- Bad Camberg, Landkreis Limburg-Weilburg, Hessen – Ape termale
- Bad Cannstatt, oraș Stuttgart, Baden-Württemberg – Stațiune cu ape minerale
- Bad Colberg-Heldburg, Landkreis Hildburghausen, Thüringen –  Stațiune balneo-climaterică
- Bad Ditzenbach, Landkreis Göppingen, Baden-Württemberg – Thermal-Ape minerale
- Bad Doberan, Landkreis Bad Doberan, Mecklenburg-Vorpommern –  Stațiune balneo-climaterică
- Bad Driburg, Kreis Höxter, Nordrhein-Westfalen – tratament cu nămol, Ape minerale
- Bad Düben, Landkreis Nordsachsen, Sachsen – tratament cu nămol
- Bad Dürkheim, Landkreis Bad Dürkheim, Rheinland-Pfalz –  Stațiune balneo-climaterică
- Bad Dürrheim, Schwarzwald-Baar-Kreis, Baden-Württemberg – aeroaerosoli i  Stațiune balneo-climaterică,  Stațiune balneo-climaterică
- Bad Eilsen, Landkreis Schaumburg, Niedersachsen – Ort mit Stațiune cu ape minerale
- Bad Elster, Vogtlandkreis, Sachsen – Mineral- und tratament cu nămol
- Bad Ems, Rhein-Lahn-Kreis, Rheinland-Pfalz –  Stațiune balneo-climaterică
- Bad Emstal, Landkreis Kassel, Hessen – Ape minerale
- Bad Endbach, Landkreis Marburg-Biedenkopf, Hessen – Ape termale
- Bad Endorf, Landkreis Rosenheim, Bayern – Jod-Thermalbad
- Bad Essen, Landkreis Osnabrück, Niedersachsen - Stațiunede tratament salin
- Bad Fallingbostel, Landkreis aerosoli tau-Fallingbostel, Niedersachsen – Ape termale
- Bad Faulenbach, oraș Füssen, Landkreis Ostallgäu, Bayern – Ape minerale, tratament cu nămol, loc de agreementt
- Bad Feilnbach, Landkreis Rosenheim, Bayern – tratament cu nămol
- Bad Frankenhausen, Kyffhäuserkreis, Thüringen – aeroaerosoli i  Stațiune balneo-climaterică
- Bad Fredeburg, oraș Schmallenberg, Hochsauerlandkreis, Nordrhein-Westfalen – Ape termale
- Bad Freienwalde, Landkreis Märkisch-Oderland, Brandenburg – tratament cu nămol
- Bad Füssing, Landkreis Passau, Bayern – Thermal-Ape minerale
- Bad Gandersheim, Landkreis Northeim, Niedersachsen –  Stațiune balneo-climaterică
- Bad Gögging, oraș Neustadt an der Donau, Landkreis Kelheim, Bayern – Schwefel Stațiune balneo-climaterică, tratament cu nămol
- Bad Gottleuba, oraș Bad Gottleuba-Berggießhübel, Landkreis Sächsische Schweiz-Osterzgebirge, Sachsen – tratament cu nămol
- Bad Griesbach, Landkreis Passau, Bayern –  Stațiune balneo-climaterică
- Bad Grönenbach, Landkreis Unterallgäu, Bayern – Ape termale
- Bad Grund, Landkreis Osterode am Harz, Niedersachsen – Ort mit Heilstollen-Kurbetrieb
- Bad Harzburg, Landkreis Goslar, Niedersachsen – aeroaerosoli i  Stațiune balneo-climaterică
- Bad Heilbrunn, Landkreis Bad Tölz-Wolfratshausen, Bayern – Ape minerale
- Bad Hermannsborn, oraș Bad Driburg, Kreis Höxter, Nordrhein-Westfalen – Stațiune cu ape minerale
- Bad Herrenalb, Landkreis Calw, Baden-Württemberg – Ape minerale,  Stațiune balneo-climaterică
- Bad Hersfeld, Landkreis Hersfeld-Rotenburg, Hessen –  Stațiune balneo-climaterică
- Bad Hindelang, Landkreis Oberallgäu, Bayern – Ape termale,  Stațiune balneo-climaterică
- Bad Holzhausen, oraș Preußisch Oldendorf, Kreis Minden-Lübbecke, Nordrhein-Westfalen –  Stațiune balneo-climaterică
- Bad Hönningen, Landkreis Neuwied, Rheinland-Pfalz – Thermal-Ape minerale
- Bad Homburg vor der Höhe, Hochtaunuskreis, Hessen –  Stațiune balneo-climaterică
- Bad Iburg, Landkreis Osnabrück, Niedersachsen – loc de agreementt
- Bad Imnau, oraș Haigerloch, Zollernalbkreis, Baden-Württemberg – Stațiune cu ape minerale
- Bad Karlshafen, Landkreis Kassel, Hessen – aeroaerosoli i  Stațiune balneo-climaterică
- Bad Kissingen, Landkreis Bad Kissingen, Bayern – tratament cu nămol
- Bad Klosterlausnitz, Saale-Holzland-Kreis, Thüringen]- tratament cu nămol
- Bad König, Odenwaldkreis, Hessen – Ape termale
- Bad Königshofen im Grabfeld, Landkreis Rhön-Grabfeld, Bayern – Ape minerale
- Bad Kösen, Burgenlandkreis, Sachsen-Anhalt – aeroaerosoli i  Stațiune balneo-climaterică
- Bad Kötzting, Landkreis Cham, Bayern – Ape termale
- Bad Kohlgrub, Landkreis Garmisch-Partenkirchen, Bayern – tratament cu nămol
- Bad Kreuznach, Landkreis Bad Kreuznach, Rheinland-Pfalz – Ape minerale, Radon Stațiune balneo-climaterică
- Bad Krozingen, Landkreis Breisgau-Hochschwarzwald, Baden-Württemberg – Mineral-Ape termale
- Bad Laasphe, Kreis Siegen-Wittgenstein, Nordrhein-Westfalen – Ape termale
- Bad Laer, Landkreis Osnabrück, Niedersachsen – aeroaerosoli i  Stațiune balneo-climaterică
- Bad Langensalza, Unstrut-Hainich-Kreis, Thüringen –  Stațiune balneo-climaterică
- Bad Lausick, Landkreis Leipzig, Sachsen – Ape minerale
- Bad Lauterberg, Landkreis Osterode am Harz, Niedersachsen – Ape termale
- Bad Liebenstein, Wartburgkreis, Thüringen – Ape minerale
- Bad Liebenwerda, Landkreis Elbe-Elster, Brandenburg – tratament cu nămol
- Bad Liebenzell, Landkreis Calw, Baden-Württemberg –  Stațiune balneo-climaterică
- Bad Lippspringe, Kreis Paderborn, Nordrhein-Westfalen –  Stațiune balneo-climaterică,  Stațiune balneo-climaterică
- Bad Lobenstein, Saale-Orla-Kreis, Thüringen – Moorbad
- Bad Malente-Gremsmühlen, comuna Malente, Kreis Ostholstein, Schleswig-Holstein – Ape termale,  Stațiune balneo-climaterică
- Bad Marienberg (Westerwald), Westerwaldkreis, Rheinland-Pfalz – Ape termale
- Bad Meinberg, oraș Horn-Bad Meinberg, Kreis Lippe, Nordrhein-Westfalen –  Stațiune balneo-climaterică
- Bad Mergentheim, Main-Tauber-Kreis, Baden-Württemberg – Ape minerale
- Bad Münder am Deister, Landkreis Hameln-Pyrmont, Niedersachsen – Ort mit Stațiune cu ape minerale
- Bad Münster am Stein-Ebernburg, Landkreis Bad Kreuznach, Rheinland-Pfalz – Radon Stațiune balneo-climaterică,  Stațiune balneo-climaterică
- Bad Münstereifel, Kreis Euskirchen, Nordrhein-Westfalen – Ape termale
- Bad Muskau, Landkreis Görlitz, Sachsen – Ort mit Moorkurbetrieb
- Bad Nauheim, Wetteraukreis, Hessen – Thermal-Mineralbad
- Bad Nenndorf, Landkreis Schaumburg, Niedersachsen – tratament cu nămol, Ape minerale
- Bad Neuenahr-Ahrweiler, Landkreis Ahrweiler, Rheinland-Pfalz – Mineralbad
- Bad Neustadt an der Saale, Landkreis Rhön-Grabfeld, Bayern – aerosoli  Stațiune balneo-climaterică, tratament cu nămol
- Bad Niedernau, oraș Rottenburg am Neckar, Landkreis Tübingen, Baden-Württemberg – Ape minerale, tratament cu nămol
- Bad Oeynhausen, Kreis Minden-Lübbecke, Nordrhein-Westfalen – Ape minerale
- Bad Orb, Main-Kinzig-Kreis, Hessen –  Stațiune balneo-climaterică
- Bad Peterstal-Griesbach, Ortenaukreis, Baden-Württemberg – Ape minerale, tratament cu nămol, loc de agreementt
- Bad Pyrmont, Landkreis Hameln-Pyrmont, Niedersachsen – Ape minerale, tratament cu nămol
- Bad Rappenau, Landkreis Heilbronn, Baden-Württemberg – aeroaerosoli i  Stațiune balneo-climaterică
- Bad Reichenhall, Landkreis Berchtesgadener Land, Bayern – aeroaerosoli i  Stațiune balneo-climaterică
- Bad Rippoldsau-Schapbach, Landkreis Freudenstadt, Baden-Württemberg – Mineralbad, Moorbad
- Bad Rodach, Landkreis Coburg, Bayern –  Stațiune balneo-climaterică
- Bad Rotenfels, oraș Gaggenau, Landkreis Rastatt, Baden-Württemberg – Stațiune cu ape minerale
- Bad Rothenfelde, Landkreis Osnabrück, Niedersachsen – aeroaerosoli i  Stațiune balneo-climaterică
- Bad Saarow, comuna Bad Saarow-Pieskow, Landkreis Oder-Spree, Brandenburg – Ape sărate, tratament cu nămol
- Bad Sachsa, Landkreis Osterode am Harz, Niedersachsen –  Stațiune balneo-climaterică
- Bad Säckingen, Landkreis Waldshut, Baden-Württemberg –  Stațiune balneo-climaterică
- Bad Salzdetfurth, Landkreis Hildesheim, Niedersachsen – tratament cu nămol, aeroaerosoli i  Stațiune balneo-climaterică
- Bad Salzelmen, oraș Schönebeck, Salzlandkreis, Sachsen-Anhalt – aeroaerosoli i  Stațiune balneo-climaterică
- Bad Salzhausen, oraș Nidda, Wetteraukreis, Hessen –  Stațiune balneo-climaterică
- Bad Salzig, oraș Boppard, Rhein-Hunsrück-Kreis, Rheinland-Pfalz – Ape minerale
- Bad Salzschlirf, Landkreis Fulda, Hessen – Ape minerale, tratament cu nămol
- Bad Salzuflen, Kreis Lippe, Nordrhein-Westfalen – Ape minerale
- Bad Salzungen, Wartburgkreis, Thüringen – aeroaerosoli i  Stațiune balneo-climaterică
- Bad Sassendorf, Kreis Soest, Nordrhein-Westfalen – Ape minerale, tratament cu nămol
- Bad Saulgau, Landkreis Sigmaringen, Baden-Württemberg –  Stațiune balneo-climaterică
- Bad Schandau, Landkreis Sächsische Schweiz-Osterzgebirge, Sachsen – loc de agreementt
- Bad Schlema, Erzgebirgskreis, Sachsen –  Stațiune balneo-climaterică
- Bad Schmiedeberg, Landkreis Wittenberg, Sachsen-Anhalt – tratament cu nămol, Ape minerale, loc de agreementt
- Bad Schönborn, Landkreis Karlsruhe, Baden-Württemberg –  Stațiune balneo-climaterică
- Bad Schussenried, Landkreis Biberach, Baden-Württemberg – tratament cu nămol
- Bad Schwalbach, Rheingau-Taunus-Kreis, Hessen – Ape minerale, tratament cu nămol
- Bad Schwartau, Kreis Ostholstein, Schleswig-Holstein – Jodaeroaerosoli i  Stațiune balneo-climaterică, tratament cu nămol
- Bad Sebastiansweiler, oraș Mössingen, Landkreis Tübingen, Baden-Württemberg – Stațiune cu ape minerale
- Bad Segeberg, Kreis Segeberg, Schleswig-Holstein – Ape minerale
- Bad Sobernheim, Landkreis Bad Kreuznach, Rheinland-Pfalz – Felke Stațiune balneo-climaterică
- Bad Soden am Taunus, Main-Taunus-Kreis, Hessen – Mineral-aeroaerosoli i  Stațiune balneo-climaterică
- Bad Soden-Salmünster, Main-Kinzig-Kreis, Hessen – Ape minerale
- Bad Sooden-Allendorf, Werra-Meißner-Kreis, Hessen – aeroaerosoli i  Stațiune balneo-climaterică
- Bad Staffelstein, Landkreis Lichtenfels, Bayern – aeroaerosoli i -Thermalbad
- Bad Steben, Landkreis Hof, Bayern –  Stațiune balneo-climaterică
- Bad Suderode, Landkreis Harz, Sachsen-Anhalt –  Stațiune balneo-climaterică
- Bad Sulza, Landkreis Weimarer Land, Thüringen – aeroaerosoli i  Stațiune balneo-climaterică
- Bad Sülze, Landkreis Nordvorpommern, Mecklenburg-Vorpommern –  Stațiune balneo-climaterică
- Bad Teinach, oraș Bad Teinach-Zavelstein, Landkreis Calw, Baden-Württemberg –  Stațiune balneo-climaterică
- Bad Tennstedt, Unstrut-Hainich-Kreis, Thüringen –  Stațiune balneo-climaterică
- Bad Tölz, Landkreis Bad Tölz-Wolfratshausen, Bayern – Jodbad,  Stațiune balneo-climaterică
- Bad Überkingen, Landkreis Göppingen, Baden-Württemberg –  Stațiune balneo-climaterică
- Bad Urach, Landkreis Reutlingen, Baden-Württemberg –  Stațiune balneo-climaterică
- Bad Vilbel, Wetteraukreis, Hessen –  Stațiune balneo-climaterică
- Bad Waldliesborn, oraș Lippstadt, Kreis Soest, Nordrhein-Westfalen – Ape minerale
- Bad Waldsee, Landkreis Ravensburg, Baden-Württemberg – tratament cu nămol, loc de agreementt
- Bad Westernkotten, oraș Erwitte, Kreis Soest, Nordrhein-Westfalen – aeroaerosoli i  Stațiune balneo-climaterică, tratament cu nămol
- Bad Wiessee, Landkreis Miesbach, Bayern – Ape minerale
- Bad Wildbad, Landkreis Calw, Baden-Württemberg – Ape termale
- Bad Wildstein, oraș Traben-Trarbach, Landkreis Bernkastel-Wittlich, Rheinland-Pfalz –  Stațiune balneo-climaterică
- Bad Wildungen, Landkreis Waldeck-Frankenberg, Hessen – Ape minerale
- Bad Wilhelmshöhe, oraș Kassel, Hessen – Ape sărate, Ape termale
- Bad Wilsnack, Landkreis Prignitz, Brandenburg – tratament cu nămol
- Bad Wimpfen, Landkreis Heilbronn, Baden-Württemberg – aeroaerosoli i  Stațiune balneo-climaterică
- Bad Windsheim, Landkreis Neustadt an der Aisch-Bad Windsheim, Bayern – aeroaerosoli i  Stațiune balneo-climaterică, Ape minerale
- Bad Wörishofen, Landkreis Unterallgäu, Bayern – Ape termale
- Bad Wünnenberg, Kreis Paderborn, Nordrhein-Westfalen – Ape termale
- Bad Wurzach, Landkreis Ravensburg, Baden-Württemberg – tratament cu nămol
- Bad Zwesten, Schwalm-Eder-Kreis, Hessen –  Stațiune balneo-climaterică
- Bad Zwischenahn, Landkreis Ammerland, Niedersachsen – tratament cu nămol
- Baden-Baden, Baden-Württemberg – Ape minerale
- Badenweiler, Landkreis Breisgau-Hochschwarzwald, Baden-Württemberg – Ape termale
- Baltrum, Landkreis Aurich, Niedersachsen – Stațiune la Marea Nordului
- Bansin, comuna Heringsdorf, Landkreis Ostvorpommern, Mecklenburg-Vorpommern – Stațiune la Marea Baltică
- Bayrischzell, Landkreis Miesbach, Bayern –  Stațiune balneo-climaterică
- Berchtesgaden, Landkreis Berchtesgadener Land, Bayern –  Stațiune balneo-climaterică
- Berg, oraș Stuttgart, Baden-Württemberg – Stațiune cu ape minerale
- Berggießhübel, oraș Bad Gottleuba-Berggießhübel, Landkreis Sächsische Schweiz-Osterzgebirge, Sachsen – loc de agreementt
- Bernkastel-Kues, Landkreis Bernkastel-Wittlich, Rheinland-Pfalz –  Stațiune balneo-climaterică
- Beuren, Landkreis Esslingen, Baden-Württemberg – Stațiunede odihnămit Stațiune cu ape minerale
- Binz, Landkreis Rügen, Mecklenburg-Vorpommern – Stațiune la Marea Baltică
- Bischofsgrün, Landkreis Bayreuth, Bayern –  Stațiune balneo-climaterică
- Bischofswiesen, Landkreis Berchtesgadener Land, Bayern –  Stațiune balneo-climaterică
- Blankenburg, Unstrut-Hainich-Kreis, Thüringen –  Stațiune balneo-climaterică
- Blieskastel, Saarpfalz-Kreis, Saarland – loc de agreementt
- Bodenmais, Landkreis Regen, Bayern –  Stațiune balneo-climaterică
- Boltenhagen, Landkreis Nordwestmecklenburg, Mecklenburg-Vorpommern – Stațiune la Marea Baltică
- Borkum, Landkreis Leer, Niedersachsen – Stațiune la Marea Nordului
- Breege, Landkreis Rügen, Mecklenburg-Vorpommern – Stațiune la Marea Baltică
- Brilon, Hochsauerlandkreis, Nordrhein-Westfalen – loc de agreementt
- Buckow, Landkreis Märkisch-Oderland, Brandenburg – loc de agreementt
- Büsum, Kreis Dithmarschen, Schleswig-Holstein – Stațiune la Marea Nordului
- Burg auf Fehmarn, oraș Fehmarn, Kreis Ostholstein, Schleswig-Holstein – Stațiune la Marea Baltică
- Burg (Spreewald), Landkreis Spree-Neiße, Brandenburg – Ape termale
- Burhave, comuna Butjadingen, Landkreis Wesermarsch, Niedersachsen – Stațiune la Marea Nordului

## C
- Carolinensiel-Harlesiel, oraș Wittmund, Landkreis Wittmund, Niedersachsen – Stațiune la Marea Nordului
- Cuxhaven, Landkreis Cuxhaven, Niedersachsen – Stațiune la Marea Nordului

## D
- Dahme, Kreis Ostholstein, Schleswig-Holstein – Stațiune la Marea Baltică
- Damp, Kreis Rendsburg-Eckernförde, Schleswig-Holstein – Stațiune la Marea Baltică
- Dangast, oraș Varel, Landkreis Friesland, Niedersachsen – Stațiune la Marea Nordului, Ort mit Stațiune cu ape minerale
- Daun, Landkreis Vulkaneifel, Rheinland-Pfalz –  Stațiune balneo-climaterică, loc de agreementt, Mineralbad
- Dierhagen, Landkreis Nordvorpommern, Mecklenburg-Vorpommern – Stațiune la Marea Baltică
- Dobel, Landkreis Calw, Baden-Württemberg –  Stațiune balneo-climaterică
- Dornumersiel, comuna Dornum, Landkreis Aurich, Niedersachsen – Stațiune la Marea Nordului

## E
- Eckenhagen, comuna Reichshof, Oberbergischer Kreis, Nordrhein-Westfalen –  Stațiune balneo-climaterică
- Eckernförde, Kreis Rendsburg-Eckernförde, Schleswig-Holstein – Stațiune la Marea Baltică
- Ehlscheid, Landkreis Neuwied, Rheinland-Pfalz –  Stațiune balneo-climaterică
- Ennepetal, Ennepe-Ruhr-Kreis, Nordrhein-Westfalen -
- Bensersiel, oraș Esens, Landkreis Wittmund, Niedersachsen – Stațiune la Marea Nordului
- Eutin, Kreis Ostholstein, Schleswig-Holstein –  Stațiune balneo-climaterică

## F
- Finsterbergen, oraș Friedrichroda, Landkreis Gotha, Thüringen –  Stațiune balneo-climaterică
- Fischen im Allgäu, Landkreis Oberallgäu, Bayern –  Stațiune balneo-climaterică
- Freiburg im Breisgau, Baden-Württemberg Ortsbereich: An den Heilquellen – Ape termale
- Freudenoraș, Landkreis Freudenoraș, Baden-Württemberg –  Stațiune balneo-climaterică, loc de agreementt
- Friedrichskoog, Kreis Dithmarschen, Schleswig-Holstein – Stațiune la Marea Nordului
- Füssen, Landkreis Ostallgäu, Bayern – loc de agreementt

## G
- Garmisch-Partenkirchen, Landkreis Garmisch-Partenkirchen, Bayern –  Stațiune balneo-climaterică
- Gelting, Kreis Schleswig-Flensburg, Schleswig-Holstein – loc de agreementt
- Gemünd (Schleiden), oraș Schleiden, Kreis Euskirchen, Nordrhein-Westfalen – loc de agreementt
- Gersfeld (Rhön), Landkreis Fulda, Hessen – Ape termale
- Gladenbach, Landkreis Marburg-Biedenkopf, Hessen – Ape termale
- Glücksburg (Ostsee), Kreis Schleswig-Flensburg, Schleswig-Holstein – Stațiune la Marea Baltică
- Göhren, Landkreis Rügen, Mecklenburg-Vorpommern – Stațiune la Marea Baltică
- Graal-Müritz, Landkreis Bad Doberan, Mecklenburg-Vorpommern – Stațiune la Marea Baltică
- Grafschaft, oraș Schmallenberg, Hochsauerlandkreis, Nordrhein-Westfalen –  Stațiune balneo-climaterică
- Grasellenbach, Kreis Bergstraße, Hessen – Ape termale
- Grömitz, Kreis Ostholstein, Schleswig-Holstein – Stațiune la Marea Baltică
- Großenbrode, Kreis Ostholstein, Schleswig-Holstein – Stațiune la Marea Baltică

## H
- Haffkrug, comuna Scharbeutz, Kreis Ostholstein, Schleswig-Holstein – Stațiune la Marea Baltică
- Hahnenklee, oraș Goslar, Landkreis Goslar, Niedersachsen –  Stațiune balneo-climaterică
- Hausberge, oraș Porta Westfalica, Kreis Minden-Lübbecke, Nordrhein-Westfalen – loc de agreementt
- Heikendorf, Kreis Plön, Schleswig-Holstein – Stațiune la Marea Baltică
- Stațiune balneo-climaterică Heiligenoraș, Landkreis Eichsfeld, Thüringen – aeroaerosoli i  Stațiune balneo-climaterică
- Heiligendamm, oraș Bad Doberan, Landkreis Bad Doberan, Mecklenburg-Vorpommern – Stațiune la Marea Baltică
- Heiligenhafen, Kreis Ostholstein, Schleswig-Holstein – Stațiune la Marea Baltică
- Helgoland, Kreis Pinneberg, Schleswig-Holstein – Stațiune la Marea Nordului
- Herbstein, Vogelsbergkreis, Hessen – Stațiune cu ape minerale
- Heringsdorf, Landkreis Ostvorpommern, Mecklenburg-Vorpommern – Stațiune la Marea Baltică
- Hiddesen, oraș Detmold Kreis Lippe, Nordrhein-Westfalen – loc de agreementt
- Hinterzarten, Landkreis Breisgau-Hochschwarzwald, Baden-Württemberg –  Stațiune balneo-climaterică
- Hitzacker, Landkreis Lüchow-Dannenberg, Niedersachsen – loc de agreementt
- Höchenschwand, Landkreis Waldshut, Baden-Württemberg –  Stațiune balneo-climaterică
- Hörnum (Sylt), Kreis Nordfriesland, Schleswig-Holstein – Stațiune la Marea Nordului
- Hoheneck, oraș Ludwigsburg, Landkreis Ludwigsburg, Baden-Württemberg – Heilquellen- Kurbetrieb
- Hohwacht (Ostsee), Kreis Plön, Schleswig-Holstein – Stațiune la Marea Baltică
- Holm, oraș Schönberg (Holstein), Kreis Plön, Schleswig-Holstein –  Stațiune balneo-climaterică
- Hopfen am See, oraș Füssen, Landkreis Ostallgäu, Bayern – loc de agreementt
- Bad Hopfenberg, oraș Petershagen, Kreis Minden-Lübbecke, Nordrhein-Westfalen – tratament cu nămol
- Horumersiel-Schillig, comuna Wangerland, Landkreis Friesland, Niedersachsen – Stațiune la Marea Nordului

## I
- Insel Hiddensee, Landkreis Rügen, Mecklenburg-Vorpommern – Stațiune la Marea Baltică
- Insel Poel, Landkreis Nordwestmecklenburg, Mecklenburg-Vorpommern – Stațiune la Marea Baltică
- Isny im Allgäu, Landkreis Ravensburg, Baden-Württemberg –  Stațiune balneo-climaterică

## J
- Jordanbad, oraș Biberach an der Riß, Landkreis Biberach, Baden-Württemberg – loc de agreementt
- Juist, Landkreis Aurich, Niedersachsen – Stațiune la Marea Nordului

## K
- Kampen (Sylt), Kreis Nordfriesland, Schleswig-Holstein – Stațiune la Marea Nordului
- Karlshagen, Landkreis Ostvorpommern, Mecklenburg-Vorpommern – Stațiune la Marea Baltică
- Kellberg, comuna Thyrnau, Landkreis Passau, Bayern – Mineralquellen-Kurbetrieb
- Kellenhusen (Ostsee), Kreis Ostholstein, Schleswig-Holstein – Stațiune la Marea Baltică
- Königsfeld im Schwarzwald, Schwarzwald-Baar-Kreis, Baden-Württemberg –  Stațiune balneo-climaterică, loc de agreementt
- Königstein im Taunus, Hochtaunuskreis, Hessen –  Stațiune balneo-climaterică
- Koserow, Landkreis Ostvorpommern, Mecklenburg-Vorpommern – Stațiune la Marea Baltică
- Kreuth, Landkreis Miesbach, Bayern –  Stațiune balneo-climaterică
- Krumbad, oraș Krumbach (Schwaben), Landkreis Günzburg, Bayern – Peloid-Kurbetrieb +loc de agreement
- Kühlungsborn, Landkreis Bad Doberan, Mecklenburg-Vorpommern – Stațiune la Marea Baltică
- Kyllburg, Eifelkreis Bitburg-Prüm, Rheinland-Pfalz – loc de agreementt

## L
- Stațiune la Marea Baltică Laboe, Kreis Plön, Schleswig-Holstein – Stațiune la Marea Baltică
- Lahnstein, Rhein-Lahn-Kreis, Rheinland-Pfalz – Heiquellen-Kurbetrieb
- Langeoog, Landkreis Wittmund, Niedersachsen – Stațiune la Marea Nordului
- Lenzkirch, Landkreis Breisgau-Hochschwarzwald, Baden-Württemberg –  Stațiune balneo-climaterică
- Lindenfels, Kreis Bergstraße, Hessen –  Stațiune balneo-climaterică
- List (Sylt), Kreis Nordfriesland, Schleswig-Holstein – Stațiune la Marea Nordului
- Loddin, Landkreis Ostvorpommern, Mecklenburg-Vorpommern – Stațiune la Marea Baltică
- Lubmin, Landkreis Ostvorpommern, Mecklenburg-Vorpommern – Stațiune la Marea Baltică

## M
- Manderscheid, Landkreis Bernkastel-Wittlich, Rheinland-Pfalz –  Stațiune balneo-climaterică, loc de agreementt
- Marktschellenberg, Landkreis Berchtesgadener Land, Bayern –  Stațiune balneo-climaterică
- Masserberg, Landkreis Hildburghausen, Thüringen –  Stațiune balneo-climaterică
- Mettnau, oraș Radolfzell, Landkreis Konstanz, Baden-Württemberg – loc de agreementt
- Mölln, Kreis Herzogtum Lauenburg, Schleswig-Holstein – loc de agreementt
- Murnau am Staffelsee, Landkreis Garmisch-Partenkirchen, Bayern – Stațiune cu tratament de nămol

## N
- Naumburg (Hessen), Landkreis Kassel, Hessen – loc de agreementt
- Nebel, Kreis Nordfriesland, Schleswig-Holstein – Stațiune la Marea Nordului
- Neubulach, Landkreis Calw, Baden-Württemberg –  Stațiune balneo-climaterică, Heilstollenkurbetrieb
- Neuharlingersiel, Landkreis Wittmund, Niedersachsen – Stațiune la Marea Nordului
- Neukirchen (Knüll), Schwalm-Eder-Kreis, Hessen – Ape termale
- Neuoraș in Holstein, Kreis Ostholstein, Schleswig-Holstein – Stațiune la Marea Baltică
- Nieblum, Kreis Nordfriesland, Schleswig-Holstein – Stațiune la Marea Nordului
- Nieheim, Kreis Höxter, Nordrhein-Westfalen –  Stațiune balneo-climaterică
- Niendorf (Ostsee), Timmendorfer Strand, Kreis Ostholstein, Schleswig-Holstein – Stațiune la Marea Baltică
- Nienhagen, Landkreis Bad Doberan, Mecklenburg-Vorpommern – Stațiune la Marea Baltică
- Nonnweiler, Landkreis Sankt Wendel, Saarland –  Stațiune balneo-climaterică
- Norddeich, oraș Norden, Landkreis Aurich, Niedersachsen – Stațiune la Marea Nordului
- Norddorf auf Amrum, Kreis Nordfriesland, Schleswig-Holstein – Stațiune la Marea Nordului
- Norderney, Landkreis Aurich, Niedersachsen – Stațiune la Marea Nordului
- Nordstrand, Kreis Nordfriesland, Schleswig-Holstein – Stațiune la Marea Nordului
- Nümbrecht, Oberbergischer Kreis, Nordrhein-Westfalen –  Stațiune balneo-climaterică

## O
- Oberstaufen, Landkreis Oberallgäu, Bayern –  Stațiune balneo-climaterică, Schroth- Stațiune balneo-climaterică
- Oberstdorf, Landkreis Oberallgäu, Bayern –  Stațiune balneo-climaterică, loc de agreementt
- Obertal-Buhlbach, comuna Baiersbronn, Landkreis Freudenoraș, Baden-Württemberg –  Stațiune balneo-climaterică
- Olsberg, Hochsauerlandkreis, Nordrhein-Westfalen – loc de agreementt
- Orscholz, comuna Mettlach, Landkreis Merzig-Wadern, Saarland –  Stațiune balneo-climaterică
- Otterndorf, Landkreis Cuxhaven, Samtcomuna Hadeln, Nord, Stațiune la mare
- Ottobeuren, Landkreis Unterallgäu, Bayern – loc de agreementt
- Oy-Mittelberg, Landkreis Oberallgäu, Bayern – loc de agreementt

## P
- Pellworm, Kreis Nordfriesland, Schleswig-Holstein – Stațiune la Marea Nordului
- Prerow, Landkreis Nordvorpommern, Mecklenburg-Vorpommern – Stațiune la Marea Baltică
- Prien am Chiemsee, Landkreis Rosenheim, Bayern – loc de agreementt

## R
- Ramsau bei Berchtesgaden, Landkreis Berchtesgadener Land, Bayern –  Stațiune balneo-climaterică
- Randringhausen, oraș Bünde, Kreis Herford, Nordrhein-Westfalen – Stațiunede odihnă
- Rantum (Sylt), Kreis Nordfriesland, Schleswig-Holstein – Stațiune la Marea Nordului
- Bad Reinhardshausen, oraș Bad Wildungen, Landkreis Waldeck-Frankenberg, Hessen – Ape minerale
- Rengsdorf, Landkreis Neuwied, Rheinland-Pfalz –  Stațiune balneo-climaterică
- Rerik, Landkreis Bad Doberan, Mecklenburg-Vorpommern – Stațiune la Marea Baltică
- Rothenuffeln, comuna Hille, Kreis Minden-Lübbecke, Nordrhein-Westfalen – Stațiunede odihnă
- Rottach-Egern, Landkreis Miesbach, Bayern –  Stațiune balneo-climaterică

## S
- Saig, comuna Lenzkirch, Landkreis Breisgau-Hochschwarzwald, Baden-Württemberg –  Stațiune balneo-climaterică
- Salzgitter-Bad, oraș Salzgitter, Niedersachsen – Stațiunede tratament salin
- Sasbachwalden, Ortenaukreis, Baden-Württemberg –  Stațiune balneo-climaterică, loc de agreementt
- Scharbeutz, Kreis Ostholstein, Schleswig-Holstein – Stațiune la Marea Baltică
- Scheidegg, Landkreis Lindau (Bodensee), Bayern –  Stațiune balneo-climaterică, loc de agreementt
- Schieder, oraș Schieder-Schwalenberg, Kreis Lippe, Nordrhein-Westfalen – loc de agreementt
- Schlangenbad, Rheingau-Taunus-Kreis, Hessen –  Stațiune balneo-climaterică
- Schluchsee, Landkreis Breisgau-Hochschwarzwald, Baden-Württemberg –  Stațiune balneo-climaterică
- Schömberg, Landkreis Calw, Baden-Württemberg –  Stațiune balneo-climaterică, loc de agreementt im Schwarzwald
- Schönau am Königssee, Landkreis Berchtesgadener Land, Bayern –  Stațiune balneo-climaterică
- Schönberg (Holstein), Kreis Plön, Schleswig-Holstein – Stațiune la Marea Baltică
- Schönhagen, comuna Brodersby, Kreis Rendsburg-Eckernförde, Schleswig-Holstein – Stațiune la Marea Baltică
- Schönmünzach-Schwarzenberg, comuna Baiersbronn, Landkreis Freudenoraș, Baden-Württemberg – loc de agreementt
- Schönwald im Schwarzwald, Schwarzwald-Baar-Kreis, Baden-Württemberg –  Stațiune balneo-climaterică
- Schwangau, Landkreis Ostallgäu, Bayern –  Stațiune balneo-climaterică
- Seebruch, oraș Vlotho, Kreis Herford, Nordrhein-Westfalen – Luftkurort mit Kurmittelgebiet
- Sellin, Landkreis Rügen, Mecklenburg-Vorpommern – Stațiune la Marea Baltică
- Senkelteich, oraș Vlotho, Kreis Herford, Nordrhein-Westfalen – Luftkurort mit Kurmittelgebiet
- Sibyllenbad, Marktcomuna Neualbenreuth, Landkreis Tirschenreuth, Bayern – Stațiune cu ape minerale
- Siegsdorf, Landkreis Traunstein, Bayern – Ape termale
- Sierksdorf, Kreis Ostholstein, Schleswig-Holstein – Stațiune la Marea Baltică
- Sohl, oraș Bad Elster, Vogtlandkreis, Sachsen – Mineral- und tratament cu nămol
- aerosoli tau, Landkreis aerosoli tau-Fallingbostel, Niedersachsen – Stațiunede tratament salin
- Spiekeroog, Landkreis Wittmund, Niedersachsen – Stațiune la Marea Nordului
- St. Blasien, Landkreis Waldshut, Baden-Württemberg –  Stațiune balneo-climaterică, loc de agreementt
- Sankt Peter-Ording, Kreis Nordfriesland, Schleswig-Holstein – Stațiune la Marea Nordului, Schwefelbad
- Strande, Kreis Rendsburg-Eckernförde, Schleswig-Holstein – Stațiune la Marea Baltică
- Stützerbach, Ilm-Kreis, Thüringen – loc de agreementt
- Sülzhayn, oraș Ellrich, Landkreis Nordhausen, Thüringen –  Stațiune balneo-climaterică
- Sylt-Ost, Kreis Nordfriesland, Schleswig-Holstein – Stațiunela mare

## T
- Tabarz, Landkreis Gotha, Thüringen – loc de agreementt
- Tecklenburg, Kreis Steinfurt, Nordrhein-Westfalen – loc de agreementt
- Tegernsee, Landkreis Miesbach, Bayern –  Stațiune balneo-climaterică
- Templin, Landkreis Uckermark, Brandenburg – Ape sărate
- Thiessow, Landkreis Rügen, Mecklenburg-Vorpommern – Stațiune la Marea Baltică
- Timmendorfer Strand, Kreis Ostholstein, Schleswig-Holstein – Stațiune la Marea Baltică
- Titisee-Neuoraș, Landkreis Breisgau-Hochschwarzwald, Baden-Württemberg –  Stațiune balneo-climaterică
- Todtmoos, Landkreis Waldshut, Baden-Württemberg –  Stațiune balneo-climaterică
- Tossens, comuna Butjadingen, Landkreis Wesermarsch, Niedersachsen – Stațiune la Marea Nordului
- Trassenheide, Landkreis Ostvorpommern, Mecklenburg-Vorpommern – Stațiune la Marea Baltică
- Travemünde, oraș Lübeck, Schleswig-Holstein – Stațiune la Marea Baltică
- Treuchtlingen, Landkreis Weißenburg-Gunzenhausen, Bayern – Stațiune cu ape minerale
- Triberg im Schwarzwald, Schwarzwald-Baar-Kreis, Baden-Württemberg –  Stațiune balneo-climaterică

## U
- Überlingen, Bodenseekreis, Baden-Württemberg – Ape termale
- Ückeritz, Landkreis Ostvorpommern, Mecklenburg-Vorpommern – Stațiune la Marea Baltică
- Usseln, comuna Willingen (Upland), Landkreis Waldeck-Frankenberg, Hessen –  Stațiune balneo-climaterică
- Utersum, Kreis Nordfriesland, Schleswig-Holstein – Stațiune la Marea Nordului

## V
- Vallendar, Landkreis Mayen-Koblenz, Rheinland-Pfalz – loc de agreementt
- Villingen, oraș Villingen-Schwenningen, Schwarzwald-Baar-Kreis, Baden-Württemberg – loc de agreementt

## W
- Waldbronn, Landkreis Karlsruhe, Baden-Württemberg – Stațiune cu ape minerale
- Wangerooge, Landkreis Friesland, Niedersachsen – Stațiune la Marea Nordului
- Warmbad, oraș Wolkenstein, Erzgebirgskreis, Sachsen – Ape termale
- Warnemünde, oraș Rostock, Mecklenburg-Vorpommern – Stațiune la Marea Baltică
- Weiskirchen, Landkreis Merzig-Wadern, Saarland –  Stațiune balneo-climaterică, loc de agreementt
- Weißenhäuser Strand, oraș Oldenburg in Holstein, Kreis Ostholstein, Schleswig-Holstein – Stațiune la Marea Baltică
- Wenningstedt-Braderup (Sylt), Kreis Nordfriesland, Schleswig-Holstein – Stațiune la Marea Nordului
- Westerland, Kreis Nordfriesland, Schleswig-Holstein – Stațiune la Marea Nordului
- Wiesbaden, Hessen – Mineralbad
- Wiesenbad, comuna Thermalbad Wiesenbad, Erzgebirgskreis, Sachsen Ape termale
- Willingen (Upland), Landkreis Waldeck-Frankenberg, Hessen – Ape termale
- Winterberg, Hochsauerlandkreis, Nordrhein-Westfalen –  Stațiune balneo-climaterică
- Wittdün auf Amrum, Kreis Nordfriesland, Schleswig-Holstein – Stațiune la Marea Nordului
- Wolfegg, Landkreis Ravensburg, Baden-Württemberg –  Stațiune balneo-climaterică
- Wremen, Landkreis Cuxhaven, Niedersachsen – Stațiune la Marea Nordului
- Wustrow, Landkreis Nordvorpommern, Mecklenburg-Vorpommern – Stațiune la Marea Baltică
- Wyk auf Föhr, Kreis Nordfriesland, Schleswig-Holstein – Stațiune la Marea Nordului

## Z
- Zempin, Landkreis Ostvorpommern, Mecklenburg-Vorpommern – Stațiune la Marea Baltică
- Ziegenhagen, oraș Witzenhausen, Werra-Meißner-Kreis, Hessen – loc de agreementt
- Zingst, Landkreis Nordvorpommern, Mecklenburg-Vorpommern – See Stațiune balneo-climaterică
- Zinnowitz, Landkreis Ostvorpommern, Mecklenburg-Vorpommern – Stațiune la Marea Baltică